# Småfåfotingar
Småfåfotingar (Allopauropus) är ett släkte av mångfotingar som beskrevs av Filippo Silvestri 1902. Småfåfotingar ingår i familjen fåfotingar.

## Dottertaxa till småfåfotingar, i alfabetisk ordning[1][2]
- Allopauropus acer
- Allopauropus adisi
- Allopauropus aduncus
- Allopauropus aegyptiacus
- Allopauropus aequinoctialis
- Allopauropus aius
- Allopauropus alsiosus
- Allopauropus amaudruti
- Allopauropus ambiguus
- Allopauropus amphikomos
- Allopauropus anomoios
- Allopauropus aristatus
- Allopauropus armatus
- Allopauropus baculatus
- Allopauropus bakonyensis
- Allopauropus barbarus
- Allopauropus barcinonensis
- Allopauropus barroisi
- Allopauropus bellingeri
- Allopauropus bicorniculus
- Allopauropus bicornutus
- Allopauropus bilinguis
- Allopauropus bituberatus
- Allopauropus bohnsacki
- Allopauropus bouini
- Allopauropus bounourei
- Allopauropus brachypodus
- Allopauropus brasiliensis
- Allopauropus brevisetus
- Allopauropus brolemanni
- Allopauropus bucinator
- Allopauropus bulbifer
- Allopauropus burghardti
- Allopauropus burrowesi
- Allopauropus caldarius
- Allopauropus campinaranicus
- Allopauropus cantralli
- Allopauropus careioensis
- Allopauropus caribicus
- Allopauropus carmelitanus
- Allopauropus carolinensis
- Allopauropus causeyae
- Allopauropus chichinii
- Allopauropus claviger
- Allopauropus cognatus
- Allopauropus congolanus
- Allopauropus cordatus
- Allopauropus cordieri
- Allopauropus corsicus
- Allopauropus crucifer
- Allopauropus curvatus
- Allopauropus danicus
- Allopauropus decaryi
- Allopauropus dendriformis
- Allopauropus denisi
- Allopauropus dentatus
- Allopauropus disappendicalis
- Allopauropus dischides
- Allopauropus distinctus
- Allopauropus dundoensis
- Allopauropus dybasi
- Allopauropus elegantulus
- Allopauropus excavatus
- Allopauropus excornis
- Allopauropus extenuatus
- Allopauropus fagei
- Allopauropus fibratus
- Allopauropus foliaceus
- Allopauropus furcula
- Allopauropus fuscinifer
- Allopauropus gadesensis
- Allopauropus gaetulicus
- Allopauropus gracilis
- Allopauropus gravieri
- Allopauropus guillermoi
- Allopauropus helophorus
- Allopauropus helveticus
- Allopauropus hessei
- Allopauropus hexagonalis
- Allopauropus hubbelli
- Allopauropus humilis
- Allopauropus hylaios
- Allopauropus hylekoites
- Allopauropus ieenus
- Allopauropus insidiosus
- Allopauropus insignis
- Allopauropus insulanus
- Allopauropus insularis
- Allopauropus intonsus
- Allopauropus irmgardae
- Allopauropus jasperensis
- Allopauropus jeanneli
- Allopauropus juberthieorum
- Allopauropus junctus
- Allopauropus junki
- Allopauropus kordylinos
- Allopauropus korynetes
- Allopauropus lambertoni
- Allopauropus lankensis
- Allopauropus latistylus
- Allopauropus leconteorum
- Allopauropus lerefaiti
- Allopauropus linsleyi
- Allopauropus liticen
- Allopauropus littoralis
- Allopauropus lobiger
- Allopauropus longiseta
- Allopauropus magnus
- Allopauropus mahafalus
- Allopauropus manausensis
- Allopauropus manjakotompensis
- Allopauropus maoriorum
- Allopauropus maroccanus
- Allopauropus meridianus
- Allopauropus microchaetus
- Allopauropus milloti
- Allopauropus millotianus
- Allopauropus minusculus
- Allopauropus mirimus
- Allopauropus modestus
- Allopauropus moreauxi
- Allopauropus mortenseni
- Allopauropus mucronatus
- Allopauropus multiarcuatus
- Allopauropus multiplex
- Allopauropus neotropicus
- Allopauropus notius
- Allopauropus obtusus
- Allopauropus oculatus
- Allopauropus ovalis
- Allopauropus pachyflagellus
- Allopauropus pectinatus
- Allopauropus pedicellus
- Allopauropus perturbatius
- Allopauropus petiolatus
- Allopauropus pilosus
- Allopauropus pirilis
- Allopauropus pluriramosus
- Allopauropus polyramatus
- Allopauropus presbyteri
- Allopauropus productus
- Allopauropus proximus
- Allopauropus pseudomahafalus
- Allopauropus pseudomillotianus
- Allopauropus pulcher
- Allopauropus pumilio
- Allopauropus puritae
- Allopauropus pusillus
- Allopauropus quinquangularis
- Allopauropus racovitzai
- Allopauropus rastrifer
- Allopauropus remigatus
- Allopauropus ribauti
- Allopauropus rodriguesi
- Allopauropus rostratus
- Allopauropus ruffoi
- Allopauropus sabaudianus
- Allopauropus sakalavus
- Allopauropus sanctivincenti
- Allopauropus scutatus
- Allopauropus siamensis
- Allopauropus simulans
- Allopauropus simulator
- Allopauropus sinuosus
- Allopauropus snideri
- Allopauropus sphaeruliger
- Allopauropus spinifer
- Allopauropus spinosus
- Allopauropus stepheni
- Allopauropus subminutus
- Allopauropus subulatus
- Allopauropus tamulus
- Allopauropus tenellus
- Allopauropus tenuilobatus
- Allopauropus tenuis
- Allopauropus thalassophilus
- Allopauropus therapnaeus
- Allopauropus tohoius
- Allopauropus tonsilis
- Allopauropus transsilvanus
- Allopauropus tridens
- Allopauropus tsugarensis
- Allopauropus uncinatus
- Allopauropus usingeri
- Allopauropus viarti
- Allopauropus vinsoni
- Allopauropus viticolus
- Allopauropus vouauxi
- Allopauropus vulgaris
- Allopauropus zaianus
- Allopauropus zerlingae